# Orden des Dogen
Der Orden des Dogen war einer von mehreren   Ritterorden in der Republik Venedig. Dieser Orden war eine Auszeichnung neben den staatlichen der Republik. Er wurde vom Dogen als Herr des Staates in eigener Verantwortung gestiftet und verliehen und trug deshalb den Namen. Der Stiftungstermin ist nicht bekannt.

## Ordensdekoration
Die Ordensdekoration war ein goldenes Malteserkreuz, also ein zwölfspitziges blau. emailliertes, goldgerändertes Kreuz. Im Mittelschilde war der geflügelte Löwe des heiligen Markus.
Der Orden erlosch mit dem Untergang der Republik 1798.